# Xã Adams, Quận Cass, Indiana
Xã Adams (tiếng Anh: Adams Township) là một xã thuộc quận Cass, tiểu bang Indiana, Hoa Kỳ. Năm 2010, dân số của xã này là 895 người.